# Chironomus subdolus
Chironomus subdolus är en tvåvingeart som beskrevs av Frederick Askew Skuse 1889. Chironomus subdolus ingår i släktet Chironomus och familjen fjädermyggor. Inga underarter finns listade i Catalogue of Life.